# 小峰元
小峰 元（こみね はじめ、1921年3月24日 - 1994年5月22日）は、日本の小説家。

## 来歴・人物
1921年、兵庫県神戸市に生まれる。本名は廣岡 澄夫。姫路商業学校、大阪外国語学校（現・大阪大学外国語学部）スペイン語科卒業後、貿易商、教員等を経て昭和18年、毎日新聞社に入社。毎日新聞社では大阪本社編集局整理部デスク、高松支局、金沢支局などを経て、大阪本社編集委員となる。新聞社時代の後輩としては作家の長井彬がいる。太平洋戦争終結（終戦）のすぐあとから短編小説を執筆する。1948年、雑誌「百面相」にて「仮面の花嫁」を発表、またこの年「百万塔の秘密」を刊行した。その後も少年向け小説を執筆する。毎日新聞社在職中、1973年に『アルキメデスは手を汚さない』で第19回江戸川乱歩賞を受賞する。この作品は後に多数発表される青春推理小説のスタートとなった。1994年にリンパ腫で死去した。享年73。

## 作風
兼業時代は短編がほとんどであったが、乱歩賞受賞以降、専業作家となってからは一貫して長編を書くようになった。軽快な筆致で高校生を中心とした若い世代を描き、青春推理小説の筆頭となる。著書の中で青春小説の枠組みから外れるのは、政治と新聞社の内幕を描いたミステリー、『ソロンの鬼っ子たち』のみである。
『パスカルの鼻は長かった』では主人公の高校生を作者と同名にしたり、『ユークリッドの殺人学原論』では歴代乱歩賞受賞作のタイトルを各章題にしたり、『クレオパトラの黒い溜息』は日本初の横書き小説として刊行されるなど、実験的構成を試みている作品も多い。
影響を受けた作家も多く、東野圭吾、岡嶋二人等、推理作家もエッセイや自伝で小峰の作品について触れている。
小峰の死後10年以上が経過し、全ての作品が絶版となっていたが、『アルキメデスは手を汚さない』が2006年復刊された。

## 著作
- 『少年探偵小説 百萬塔の秘密』苅谷書店、1948年。 - 『紅ばら團』と『鐘の音』併録（著者は平方久直と川口半平。順不同）
  - 『少年冒険物語 紅バラ團』かりや書店、1949年。 - 上と収録内容は一緒で、タイトルだけが別[1]。
- 『アルキメデスは手を汚さない』講談社、1973年。 - 翌年に『女子高校生殺人事件』としてテレビドラマ化された。
  - 『アルキメデスは手を汚さない』講談社〈講談社文庫〉、1974年。
  - 『アルキメデスは手を汚さない』講談社、1975年。 - 新装版。
  - 小峰元、小林久三 著、日本推理作家協会 編 9 編『アルキメデスは手を汚さない｜暗黒告知』講談社〈講談社文庫 江戸川乱歩賞全集〉、2000年9月。ISBN 4-06-264962-4。
  - 『アルキメデスは手を汚さない』講談社〈講談社文庫〉、2006年9月。ISBN 4-06-275503-3。 - 小峰 (1974a)の復刊。
- 『ピタゴラス豆畑に死す』講談社、1974年。
  - 『ピタゴラス豆畑に死す』講談社〈講談社文庫〉、1975年。
  - 『ピタゴラス豆畑に死す』講談社、1975年。 - 新装版。
- 『ソクラテス最期の弁明』講談社、1975年。
  - 『ソクラテス最期の弁明』講談社〈講談社文庫〉、1976年。
- 『パスカルの鼻は長かった』講談社、1975年。 - 「学研 高3コース」連載。
  - 『パスカルの鼻は長かった』講談社〈講談社文庫〉、1977年5月。
- 『ディオゲネスは午前三時に笑う』講談社、1976年。
  - 『ディオゲネスは午前三時に笑う』講談社〈講談社文庫〉、1977年10月。
- 『親不孝のすすめ 青春の独立宣言』PHP研究所〈PHP books〉、1977年3月。
  - 『親不孝のすすめ 青春の独立宣言』講談社〈講談社文庫〉、1979年7月。
- 『プラトンは赤いガウンがお好き』講談社、1977年1月。
  - 『プラトンは赤いガウンがお好き』講談社〈講談社文庫〉、1978年8月。
- 『ヒポクラテスの初恋処方箋』講談社、1978年11月。
  - 『ヒポクラテスの初恋処方箋』講談社〈講談社文庫〉、1980年8月。
- 『イソップの首に鈴をつけろ』講談社〈講談社文庫〉、1979年9月。
- 『パンドラの恋愛能力共通一次テスト』講談社、1979年5月。
  - 『パンドラの恋愛能力共通一次テスト』講談社〈講談社文庫〉、1981年11月。ISBN 4-06-136216-X。
- 『ヘシオドスが種蒔きゃ鴉がほじくる』講談社、1981年3月。
  - 『ヘシオドスが種蒔きゃ鴉がほじくる』講談社〈講談社文庫〉、1984年1月。ISBN 4-06-183152-6。
- 『青春抒情死抄 長編ユーモア・ミステリー』講談社〈講談社ノベルス〉、1983年5月。ISBN 4-06-181059-6。
  - 『ポセイドンの青春抒情死抄』講談社〈講談社文庫〉、1986年7月。ISBN 4-06-183778-8。 - 『青春抒情死抄』（1983刊）の改題。
- 『クレオパトラの黒い溜息』講談社、1984年10月。ISBN 4-06-201542-0。 - 日本初の横書き小説。文庫化はされていない。
- 『ソロンの鬼っ子たち』文藝春秋、1985年3月。
  - 『ソロンの鬼っ子たち』文藝春秋〈文春文庫〉、1988年6月。ISBN 4-16-747801-3。
- 『ユークリッドの殺人学原論（ストイケイア）』 基礎篇 名門高推理研の探偵たち、講談社〈講談社ノベルス 乱歩賞special〉、1985年3月。ISBN 4-06-181174-6。
- 『ユークリッドの殺人学原論（ストイケイア）』 応用篇 女子高名探偵の大活躍、講談社〈講談社ノベルス 乱歩賞special〉、1985年3月。ISBN 4-06-181175-4。
- 『ホメロスの殺人方程式』講談社、1987年3月。ISBN 4-06-203259-7。
- 「旅は道づれ世は騙しあい」『学園ミステリー傑作選』河出書房新社〈河出文庫〉、1988年1月。ISBN 4-309-40209-7。
- アフィニスクラブ 編「初恋同窓会」『コロンブスの贈り物』ダイヤモンド社、1991年2月。ISBN 4-478-93010-4。